# Dick Faszholz
Richard William Faszholz, detto Dick (Berkeley, 24 settembre 1925 – St. Louis, 21 agosto 2001), è stato un cestista statunitense.

## Carriera
Attivo nella AAU nell'area di Oakland, vinse il National Tournament nel 1949 con gli Oakland Bittners.
Con gli Stati Uniti ha disputato i Giochi panamericani di Buenos Aires 1951, vincendo la medaglia d'oro.